# Mazerska kvartettsällskapet

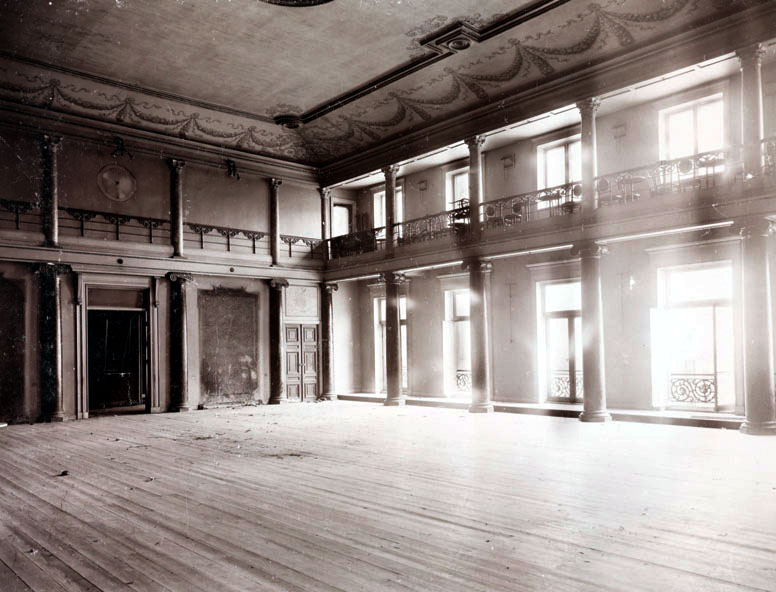
Interiör från Hantverksföreningens hus.

Det Mazerska Kvartettsällskapet är en kammarmusikförening i Stockholm. 
Föreningens namn kommer av Johan Mazer, som genom sitt testamente 1847 lade grunden för verksamheten. Mazers testamente var också startpunkten för Musikaliska Akademiens notbibliotek (sedermera Statens musikbibliotek) genom att Mazers notsamling blev bibliotekets första och troligtvis fortfarande bästa samling noter. Mazer hade redan 1823−32 bedrivit kammarmusikverksamhet, bland annat i sin sommarbostad på Djurgården i det så kallade Djurgårdsbolaget. 
Föreningen har sedan den 13 januari 1849 samlats för att under vinterhalvåret en gång i veckan "utföra quartetter och kammarmusik". Medlemmarna i föreningen utgörs av så väl amatörer som professionella musiker, liksom personer som enbart deltar som åhörare. Det Mazerska Kvartettsällskapet blev en inspiration för kammarmusikvänner i Göteborg att där 1884 bilda det Sundbergska kvartettsällskapet; namnet efter grundaren Eugène Sundberg.
Mazerska Sällskapet framträdde under en period varje torsdag i Handtverksföreningens hus.